# Nexus of contracts
La teoria del nexus of contracts è una dottrina sviluppatasi nell'ambito dell'analisi economica del diritto, secondo cui la società sarebbe riconducibile ad una rete (nexus) di accordi tra privati (quindi di contracts).
Questa teoria è stata elaborata a partire dagli anni Settanta da autorevoli studiosi (Alchian, Demsetz, Michael Jensen, William Meckling, Frank Easterbrook e Daniel Fischel), ma è contenuta in nuce già in uno scritto del 1937 di Ronald Coase, uno dei padri della law and economics.

## Argomentazioni
I sostenitori di questa teoria fanno notare che la società pone in essere transazioni contrattuali nell'ambito della stessa organizzazione dell'impresa analogamente a quanto fa sul mercato: nel secondo caso scambia ad esempio con il cliente il prodotto finito, nel primo invece scambia un rapporto coordinato tra fattori di produzione, coinvolgendo amministratori, lavoratori, creditori. Pertanto le società possono essere considerate come un complesso di relazioni economicamente rilevanti (Easterbrook e Fischel, 1991), o "un sistema di relazioni che nascono quando la destinazione delle risorse dipende da un imprenditore" (Coase 1937).
Il più importante di questi accordi sarebbe quello tra amministratori e soci, che è contenuto nello statuto della società. 
Sulla base di questa dottrina del nexus of contracts viene avallata la convinzione neocontrattualista della Scuola di Chicago, secondo cui l'intervento del legislatore in economia deve essere limitato al minimo indispensabile derivante da vuoti o omissioni, perché per il resto è sufficiente l'autonomia privata delle parti, che si suppongo razionali e interessate a garantire gli interessi di tutti gli stakeholder (soggetti interessati all'andamento della società). 

## Critiche
È stato tuttavia notato che non tutti i rapporti che fanno capo ad una società possono essere riconducibili ad accordi: ad esempio quello con i creditori involontari, o i rapporti interni tra soci di maggioranza e di minoranza.
Inoltre la teoria neocontrattualista su cui si fonda il nexus of contracts non contribuisce a spiegare le cause dei frequenti fallimenti del mercato, il verificarsi dei quali dimostra che l'autonomia privata non è sufficiente a garantire l'efficienza, ma è necessario un parallelo intervento pubblico, fatto di norme imperative (Eisenberg 1989).